# ルシアーノ・ビエット
ルシアーノ・ダリオ・ビエット（Luciano Darío Vietto, 1993年12月5日 - ）は、アルゼンチン・コルドバ州出身のサッカー選手。ラシン・クラブ所属。ポジションはフォワード。
なお、ルーツがピエモンテ州にあるため、イタリアのパスポートも有するイタリア系アルゼンチン人である。

## 来歴

### クラブ
2010年からラシン・クラブのユースチームに所属し、2011年9月27日、CAラヌース戦でプロデビューを果たした。
2014年8月4日、ビジャレアルCFに5年契約で移籍した。加入1年目からシーズン12得点を挙げる活躍を見せると、翌オフにはラシン時代の指揮官であったディエゴ・シメオネ率いるアトレティコ・マドリードへ6年契約で移籍した。
2016年7月30日、セビージャFCにレンタル移籍で移籍することが発表された。
2018年1月4日、バレンシアCFへ買取オプション付きのシーズン終了までのレンタル移籍が発表された。
2018年8月9日、フラムFCへ1シーズンのレンタル移籍が発表された。
2019年5月、スポルティング・クルーベ・デ・ポルトゥガルは合計750万ユーロの移籍金でビエットを獲得したことを発表した。また、スポルティングから移籍した場合、アトレティコ・マドリードに移籍金の50％を支払うことが契約に盛り込まれた。
2020年10月25日、アル・ヒラルに移籍した。
2022年1月29日、アル・シャバブへシーズン終了まで期限付き移籍することが発表された。

## 人物
- ラシン・クラブIIでプレーするフェデリコ・ビエットは実弟。

## 個人成績
| クラブ                   | シーズン | 国内リーグ | 国内リーグ | 国内カップ | 国内カップ | 南米カップ | 南米カップ | 通算 | 通算 |
| クラブ                   | シーズン | 出場       | 得点       | 出場       | 得点       | 出場       | 得点       | 出場 | 得点 |
| ------------------------ | -------- | ---------- | ---------- | ---------- | ---------- | ---------- | ---------- | ---- | ---- |
| ラシン・クラブ           | 2011-12  | 2          | 0          | 1          | 0          | -          | -          | 3    | 0    |
| ラシン・クラブ           | 2012-13  | 32         | 13         | 1          | 0          | 1          | 0          | 34   | 13   |
| ラシン・クラブ           | 2013-14  | 35         | 5          | 0          | 0          | 1          | 0          | 36   | 13   |
| ラシン・クラブ           | 通算     | 69         | 18         | 2          | 0          | 2          | 0          | 73   | 18   |
| クラブ                   | シーズン | 国内リーグ | 国内リーグ | 国内カップ | 国内カップ | 欧州カップ | 欧州カップ | 通算 | 通算 |
| クラブ                   | シーズン | 出場       | 得点       | 出場       | 得点       | 出場       | 得点       | 出場 | 得点 |
| ビジャレアルCF           | 2014-15  | 32         | 12         | 4          | 0          | 12         | 8          | 48   | 20   |
| ビジャレアルCF           | 通算     | 32         | 12         | 4          | 0          | 12         | 8          | 48   | 20   |
| アトレティコ・マドリード | 2015-16  | 19         | 1          | 4          | 0          | 5          | 3          | 28   | 4    |
| アトレティコ・マドリード | 2017-18  | 6          | 0          | 2          | 1          | 2          | 0          | 10   | 1    |
| アトレティコ・マドリード | 通算     | 25         | 1          | 6          | 2          | 7          | 1          | 38   | 4    |
| セビージャFC (loan)      | 2016-17  | 21         | 6          | 5          | 3          | 5          | 1          | 31   | 10   |
| バレンシアCF (loan)      | 2017-18  | 13         | 2          | 5          | 3          | -          | -          | 18   | 5    |
| 総通算                   | 総通算   | 160        | 39         | 22         | 8          | 26         | 10         | 208  | 57   |